# Sidi Ali (Mostaganem)
Sidi Ali (în arabă سيدي على) este o comună din provincia Mostaganem, Algeria.
Populația comunei este de 37.230 de locuitori (2008).